# Hoplojana insignifica
Hoplojana insignifica är en fjärilsart som beskrevs av Rothschild 1917. Hoplojana insignifica ingår i släktet Hoplojana och familjen Eupterotidae. Inga underarter finns listade i Catalogue of Life.